# ارگن‌اوشاغی (کوزان)
ارگن‌اوشاغی (به ترکی استانبولی: Ergenuşağı) یک منطقهٔ مسکونی در ترکیه است که در قوزان (ترکیه) واقع شده‌است.